# オストロフスキー (小惑星)
オストロフスキー (2681 Ostrovskij) は小惑星帯に位置する小惑星である。ソビエト連邦の天文学者タマラ・スミルノワが発見した。
『鋼鉄はいかに鍛えられたか』で知られるソビエト連邦の作家、ニコラーイ・オストロフスキーから命名された。